# Alvignano
Alvignano község (comune) Olaszország Campania régiójában. 

## Fekvése
A megye keleti részén fekszik, Nápolytól 45 km-re északra, Casertától 20 km-re északra a Trebulani-hegység lábainál, a Volturno folyó völgyében. Határai: Alife, Caiazzo, Dragoni, Gioia Sannitica, Liberi és Ruviano.

## Története
Az első települést ezen a vidéken a rómaiak alapították Cubulteria néven, ezt a szaracénok a 9. században elpusztították. A mai település az egykori római várostól két kilométerrel távolabb, nyugati irányban alakult ki. Nevét az egykori római procurator, Marcus Aulo Albino itteni háza (Villa Albiniani) után kapta.

## Népessége
A népesség számának alakulása:

## Főbb látnivalói
- Santa Maria di Cubulteria-bazilika – egy római templom alapjaira épült a 4. század során, amikor a város püspöki székhely lett. Később a longobárdok és bizánciak is bővítették.
- Castello Aragonese – a város erődítménye, amely a Volturno folyó völgyét uralja. A 15. században egy földrengés során súlyosan megrongálódott.
- Santa Maria della Natività in San Mauro-kápolna – a 8. században épült, belsőjét reneszánsz freskók díszítik.
- Santuario dell’Addolorata-templom – 1514-ben épült X. Leó pápa rendeletére